# Nakamori Daisuke
Daisuke Nakamori (sinh ngày 10 tháng 7 năm 1974) là một cầu thủ bóng đá người Nhật Bản.

## Sự nghiệp câu lạc bộ
Daisuke Nakamori đã từng chơi cho Montedio Yamagata, Jatco và Sagawa Printing.